# 7947 Toland
7947 Toland este un asteroid din centura principală de asteroizi.

## Descriere
7947 Toland este un asteroid din centura principală de asteroizi. A fost descoperit pe 30 ianuarie 1992 la Observatorul La Silla de Eric Walter Elst. El prezintă o orbită caracterizată de o semiaxă mare de 2,23 ua, o excentricitate de 0,08 și o înclinație de 5,2° în raport cu ecliptica.